# Création radiophonique
Une création radiophonique est une œuvre artistique sonore destinée à être diffusée sur les ondes ou via les réseaux numériques, réalisée par une équipe (auteur et réalisateur).

## Définition
Une création radiophonique est une œuvre conçue spécifiquement pour la radio. Formulé autrement, la création radiophonique est l'utilisation du mode de communication qu'est la radio en tant que support artistique pour une durée déterminée, au même titre que la littérature, la peinture ou le cinéma.
Il est parfois fait référence à la radio en tant que « Huitième Art ».
Dans une acception moins répandue, on pourrait considérer la radio en tant que dispositif technique d'émission et de réception d'ondes hertziennes, le résultat d'une création radiophonique peut même être non sonore. Toutefois, il est courant de considérer l'œuvre radiophonique comme une œuvre sonore dont la transmission par la radio est une composante essentielle.
La spécificité de la création radiophonique par rapport à l'art sonore tient au fait qu'elle utilise les moyens et les codes propres à la radio — la radiophonie. Selon bon nombre d'artistes tels que Robert Adrian, il est fondamental de considérer qu'une œuvre radiophonique ne résulte pas exclusivement des intentions de son auteur mais qu'elle dépend en partie des conditions de réception par chaque auditeur. En effet, selon la plus ou moins bonne qualité de son poste de radio (autoradio, petit transistor mono, chaîne hi-fi stéréo…), suivant la présence ou non de bruits autour de soi qui peuvent interférer avec le contenu radiophonique, l'expérience de l'œuvre sera très différente pour chaque auditeur.

## Historique
Les premières utilisations de la radio comme médium pour produire de l’art se trouvent dans le Hörspiel allemand, sorte de théâtre radiophonique documentaire, mêlant paysage sonore, musique électroacoustique et techniques de montage sonore : le 24 octobre 1924, la radio de Francfort diffuse Zauberei auf dem Sender: Versuch einer Rundfunkgroteske [« Enchantement sur les ondes : tentative d’un grotesque radiophonique »], pièce radiophonique expérimentale volontairement interrompue par un sorcier qui fait irruption dans le studio pour hypnotiser les auditeurs.
L'un des exemples les plus marquants, devenu un mythe, est la dramatique radio La Guerre des mondes d'Orson Welles datant de 1938 et diffusée aux États-Unis : des extraits musicaux, des interviews fictives, des jingles détournés, du silence et des effets sonores donnent lieu à une création inédite, inspirée du roman du même auteur et du même nom.
En France, le développement de l'art radiophonique est jalonné par les noms de Gabriel Germinet, auteur de la première fiction diffusée en 1924 sur Radio Paris intitulée Maremoto qui engendra chez certains auditeurs peu habitués à ce type de création, une forme de panique ; Germinet est aussi le fondateur du premier congrès international d'art radiophonique (Paris, 1937). Après 1944, de nouveaux créateurs interviennent dans ce domaine, comme Pierre Schaeffer, José Pivin, René Jentet, Jean Thibaudeau, Yann Paranthoën, Jean Tardieu, Alain Trutat et René Farabet, ces trois derniers étant fondateurs en 1969 de l'Atelier de création radiophonique sur France Culture. En mai 1981, les radios libres ayant officiellement accès à la bande FM, donnent naissance à un nouvel élan sonore très créatif. 
L'apparition de la radio numérique, de la webradio à partir de 1995, puis du podcasting, offre, d'une manière générale, via l'internet, des possibilités presque illimitées aux créateurs sonores. 
En 1996, l'association belge francophone lance l’Atelier de création sonore radiophonique (ACSR), devenue une structure d'aide à la production et à la diffusion, et de sensibilisation à la création radiophonique, via une plateforme, Radiola.
En 2002, Arte France lance la webradio Arte Radio.
En avril 2005 naît le réseau international Radia, regroupant plusieurs dizaines de stations indépendantes et collaboratives, produisant chacune leur tour, une création sonore hebdomadaire.
En 2007, le Musée Réattu à Arles devient le premier musée des beaux-arts ouvert à la création sonore et radiophonique. Le site Sonosphere, en association avec Götz Naleppa, Phonurgia Nova, la collection Klangkunst travaillent avec ce musée afin de préserver la mémoire radiophonique des créations sonores mondiales.

## Auteurs et artistes radiophoniques
- Ferdinand Kriwet
- Kaye Mortley